# دیگو گومز (بازیکن فوتبال اسپانیایی)
دیگو گومز (انگلیسی: Diego Gómez؛ زادهٔ ۱۲ فوریهٔ ۱۹۹۰) بازیکن فوتبال اهل اسپانیا است.